# Borgomanero
Borgomanero (piemontiul: Borbané) település Olaszországban, Piemont régióban, Novara megyében. Lakosainak száma 21 188 fő (2023. január 1.). Borgomanero Bogogno, Briga Novarese, Cressa, Cureggio, Fontaneto d’Agogna, Gattico-Veruno, Gozzano, Invorio, Maggiora és Gargallo községekkel határos.

## Népesség
A település népességének változása:
| Lakosok száma | 21 776 | 21 719 | 21 188 |
|               | 2017   | 2018   | 2023   |